# Edward Montagu (1602-1671)
Edward Montagu (1602 - 5 de mayo de 1671) fue un noble, militar y político inglés, vizconde de Mandeville, II conde de Mánchester, general de las fuerzas parlamentarias durante la guerra civil inglesa, miembro del parlamento inglés y hombre de confianza de Carlos I y de Carlos II.
Hijo de Henry Montagu, influyente hombre de estado de la corte de Jacobo I  y de Catherine Spencer, fue educado en el Sidney Sussex College de la universidad de Cambridge.
A los 21 años, tras haber acompañado al príncipe Carlos en su viaje a España en 1623 con motivo de las frustradas negociaciones de boda de éste con la infanta María Ana de Austria, fue elegido miembro del Parlamento de Inglaterra por la circunscripción de Huntingdonshire, puesto que desempeñó hasta 1626.  
Este mismo año, con motivo de la coronación de Carlos como rey de Inglaterra, fue nombrado caballero de la orden del Baño y, con el apoyo del duque de Buckingham, miembro de la Cámara de los Lores con el título barón Montagu de Kimbolton.  Al ser nombrado su padre conde de Mánchester, legó a Edward el vizcondado de Mandeville que poseía, con lo que éste comenzó a titularse Lord Mandeville.
En 1642 era lord teniente de Huntingdonshire y de Northamptonshire y había heredado de su difunto padre el condado de Mánchester cuando se desató la primera guerra civil inglesa.  Montagu dirigió un regimiento en el ejército del conde de Essex Robert Devereux y al año siguiente fue nombrado mayor general de las fuerzas parlamentarias, teniendo a Oliver Cromwell como su lugarteniente; las relaciones entre ambos fueron buenas hasta 1644, cuando Montagu, convencido de la inutilidad de la guerra y deseoso de una solución pacífica, fue acusado por el belicoso Cromwell de negligencia e incompetencia en el mando y de pasividad en las acciones armadas. En abril de 1645 fue relevado de sus cargos militares.
Entre 1646 y 1648 estuvo encargado de la custodia del Gran Sello de Carlos I, un puesto que denotaba la confianza del monarca, pues con él se daba la aprobación real a las cuestiones de estado. En 1649 el parlamento inglés aprobó enjuiciar al rey, lo que resultó en la condena y ejecución de éste, y en la posterior instauración de la república inglesa.  Montagu se retiró de la vida política, ocupando el puesto de canciller de la universidad de Cambridge hasta 1651.
Con el advenimiento de la restauración de la monarquía, de la que Montagu era ferviente partidario, en 1600 fue nombrado chambelán y consejero privado del nuevo rey Carlos II, y al año siguiente caballero de la orden de la jarretera. Maestro en artes por la universidad de Oxford y miembro de la Royal Society desde 1665. En 1667 retomó sus responsabilidades militares con el grado de general durante la guerra anglo-holandesa.